# Падам
Падам — город и административный центр Занскар техсил в Каргиле, Ладакх, Индия. Расположен в 240 км от Каргила.

## Описание
Население — около 1000 человек. Традиционным местным центром считается гомпа, где есть два больших чортена выше старого здания. Дорога, построенная в 1980, ведёт на Пенси-Ла. Несколько отелей и ресторанов обслуживают, в основном, туристов. В Падаме есть отделение почты, телефон и интернет-кафе.

## География
Падам центр Занскара, находится на высоте 3669 метров. Вокруг расположено несколько маленьких деревень.

## Население
Падам населяют, главным образом, тибетцы по происхождению, они исповедуют тибетский буддизм, но есть мусульманское меньшинство (не более 40 %, точно не считали), в основном Балти, живущие здесь с 17 века. Несколько лет назад мусульмане построили мечеть.

## Падамская долина

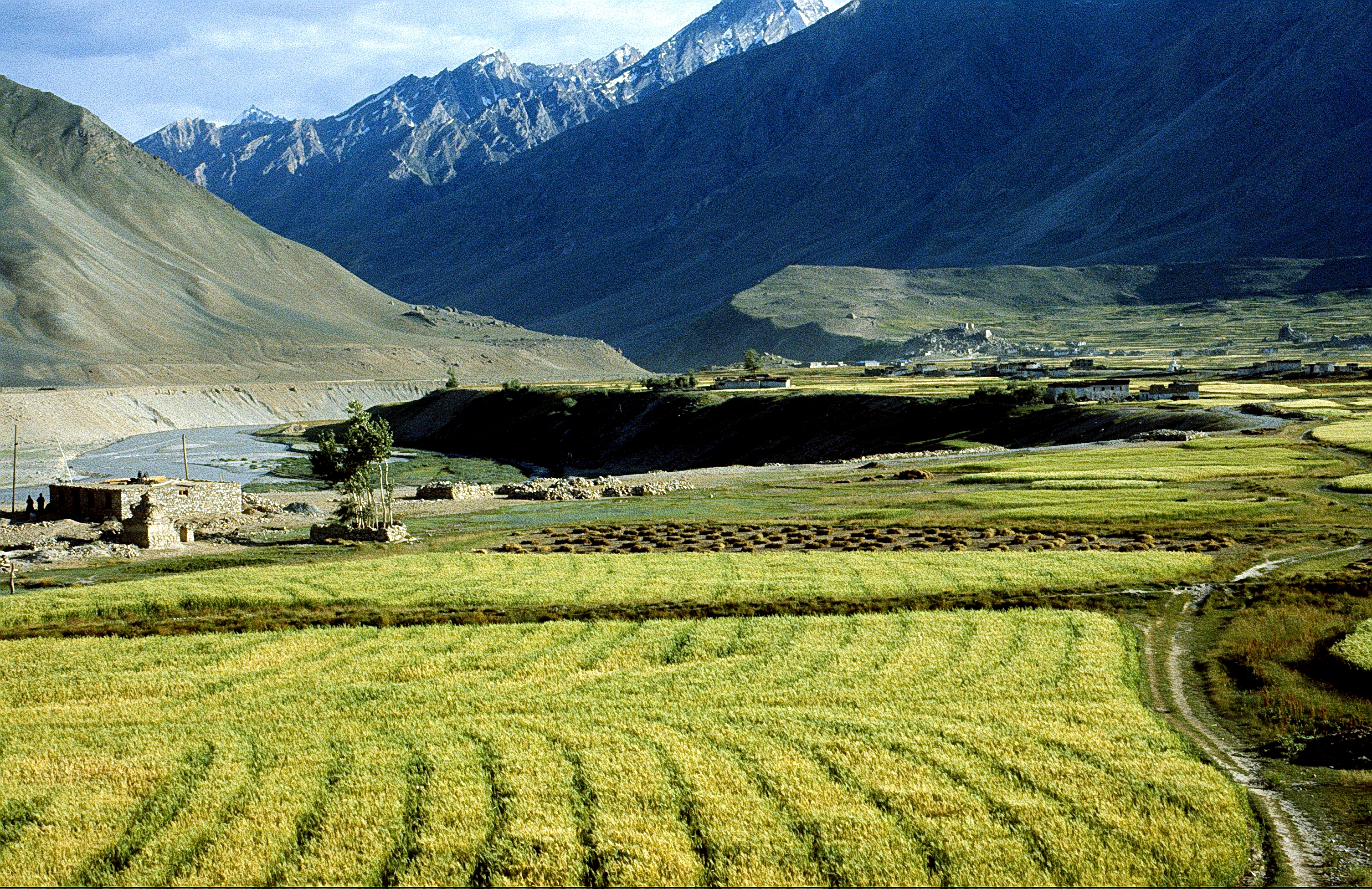
Курча-Гомпа в Падамской долине

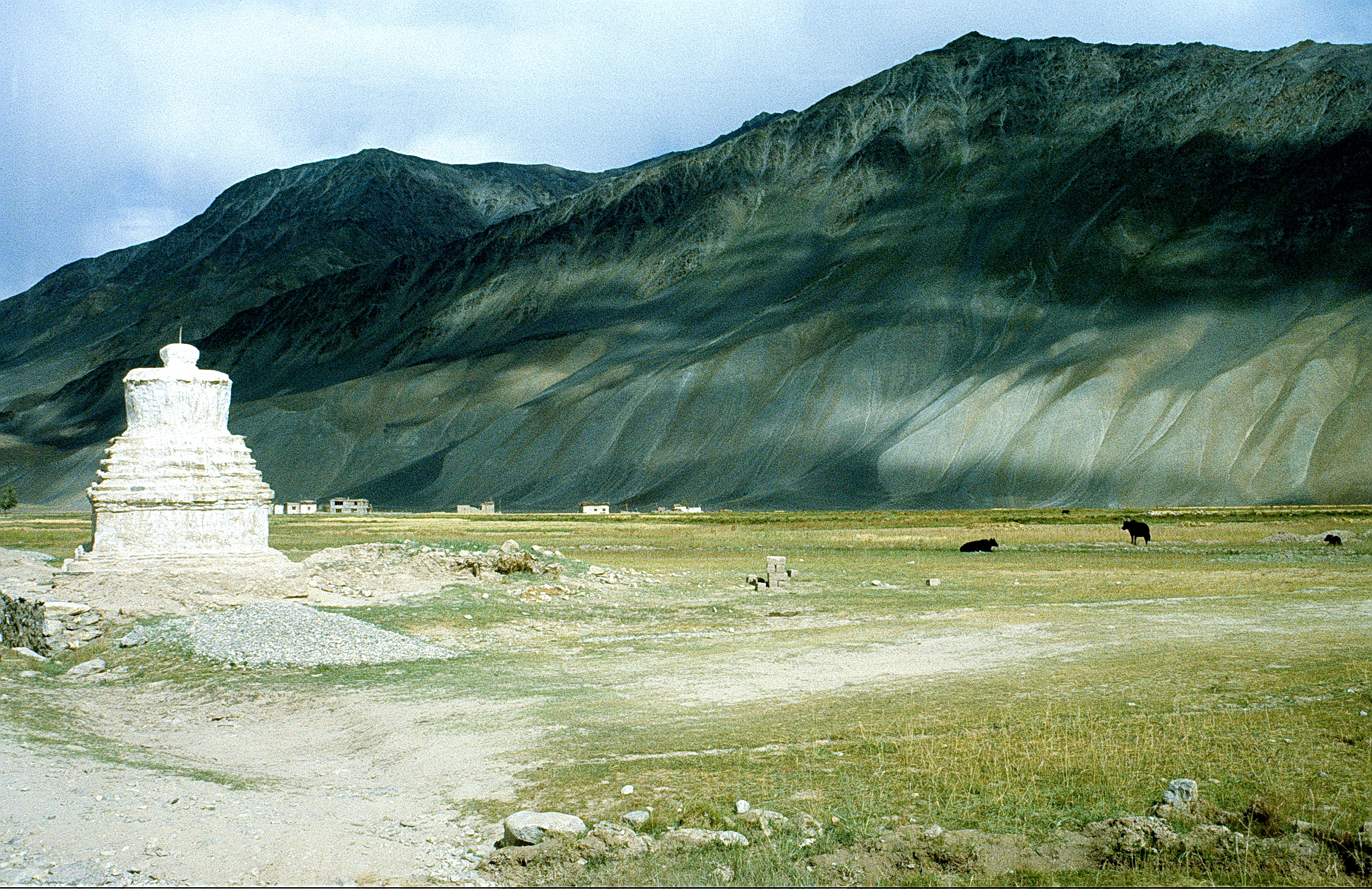
Падам

Падамская долина — долина в Занскаре в регионе Ладакх в северной Индии. Река Дода течёт по долине из своего источника в леднике у Пенси-Ла.
Река Заскар находится ниже по течению в конце долины.
В долине стоят значительные для региона монастыри — Бурдун-Гомпа и Курча-Гомпа.